# Mils
Mils je obec v Rakousku ve spolkové zemi Tyrolsko v okrese Innsbruck-venkov.
V obci žije přibližně 4 500 obyvatel.

## Poloha
Mils leží v údolí řeky Inn na náplavovém kuželu na úpatí pohoří Karwendel, dvanáct kilometrů východně od hlavního města provincie Innsbruck poblíž Hall in Tirol. Obec je ohraničena řekou Weißenbachem na západě a Innem na jihu. Od Innu, který teče v nadmořské výšce kolem 560 m, obec mírně stoupá na severozápad podél řeky Weißenbachu do výšky 770 m n. m. Na severovýchodě jsou zalesněné kopce až do výšky 830 m n. m. Obec má velikost sedm kilometrů čtverečních. Z toho 42 % je zalesněno, 30 % tvoří zemědělská půda a jedenáct procent zahrady.
Obec sousedí s obcemi Absam, Baumkirchen, Hall in Tirol, Tulfes a Volders.

## Historie
V sousední obci Volders byly nalezeny urnové hroby z doby halštatské, z toho lze předpokládat, že oblast byla osídlena už v této době. První archeologické nálezy v Mils pocházejí z doby římské. Byly nalezeny kostry z doby vlády Domitiána, mince a zbytky zdi Villy rustica.
První písemná zmínka je uvedena v darovací listině z období 930–931, kde je Mulles darován salcburskému arcibiskupství.
V roce 1538 koupil Paul Kripp pozemek s domem, který brzy prodal svému švagrovi Hansi Schneebergerovi. Od roku 1553 jej rozšířil na skromné sídlo. Jeho syn Ruprecht koupil další pozemky a dostal povolení od arcivévody Ferdinanda II. k jejich opevnění. Hrad se tehdy jmenoval Schneeburg. V roce 1633 byl hrad v severní části rozšířen a v roce 1643 bylo k němu přidáno jedno patro. V roce 1664 byl Hans Wolfgang Schneeburg povýšen do šlechtického stavu baron. Když v roce 1670 zemětřesení vážně poškodilo hrad a hospodářské budovy, byl majetek opomíjen, protože Schneeburgové v té době žili v Jižním Tyrolsku. Ignaz Johann von Schneeburg nechal v roce 1802 obnovit zámek a hospodářské budovy. Když v roce 1860 rodina von Schneeburg vymřela, vystřídalo se zde několik majitelů, až ve 20. století se vrátil k původní rodině Krippových.
V roce 1585 nechal Ferdinand II. postavit lovecký zámeček Hirschenlust Grienegg (také Grünegg). V roce 1686 byl zničen požárem a už nebyl obnoven.
První písemná zmínka o faráři je z roku 1215, kde je uváděn Fridericus plebanus de Mulles, čili farář z Mils. To také znamená, že v obci existoval kostel, který byl pravděpodobně v 15. století zničen a přestavěn v gotickém slohu mistrem Narcisem Pechererem. V roce 1602 se stal farním kostelem.
Při zemětřesení 17. července 1670 byly z velké části zničeny obce Hall a Mils. V roce 1791 vyhořel farní kostel. Výstavba (obnova) barokního kostela byla ukončena až v roce 1803 a v roce 1804 byl slavnostně vysvěcen salcburským arcibiskupem. Kostel byl opravován v roce 1907 a 2004.

## Znak
Blason: pod černobílou hlavou štítu je v modrém poli bílý skákající jednorožec doprovázený pěticípou zlatou hvězdou v levém horním rohu.
Znak byl obci udělen v roce 1953.

## Galerie

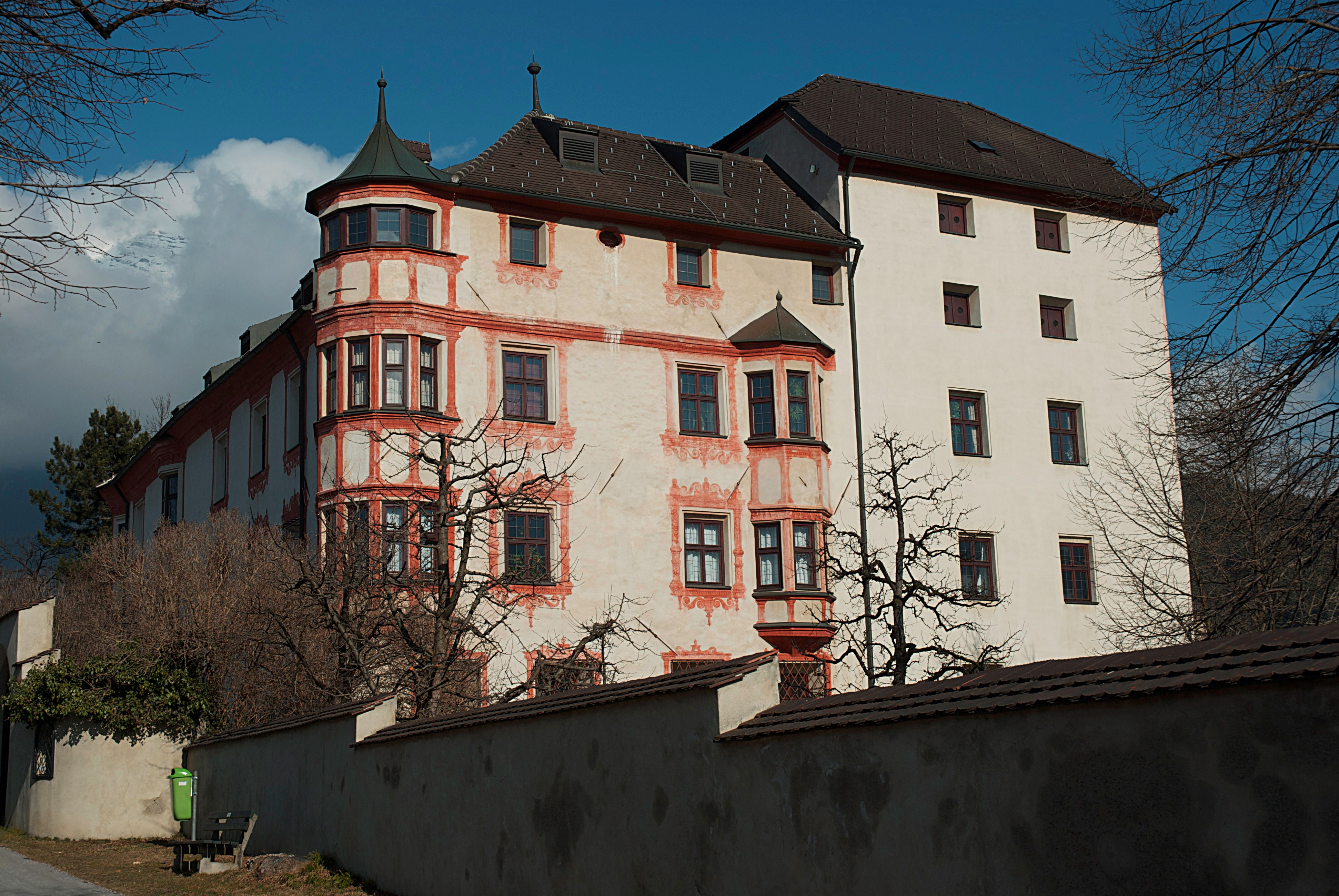
Zámek Schneeburg
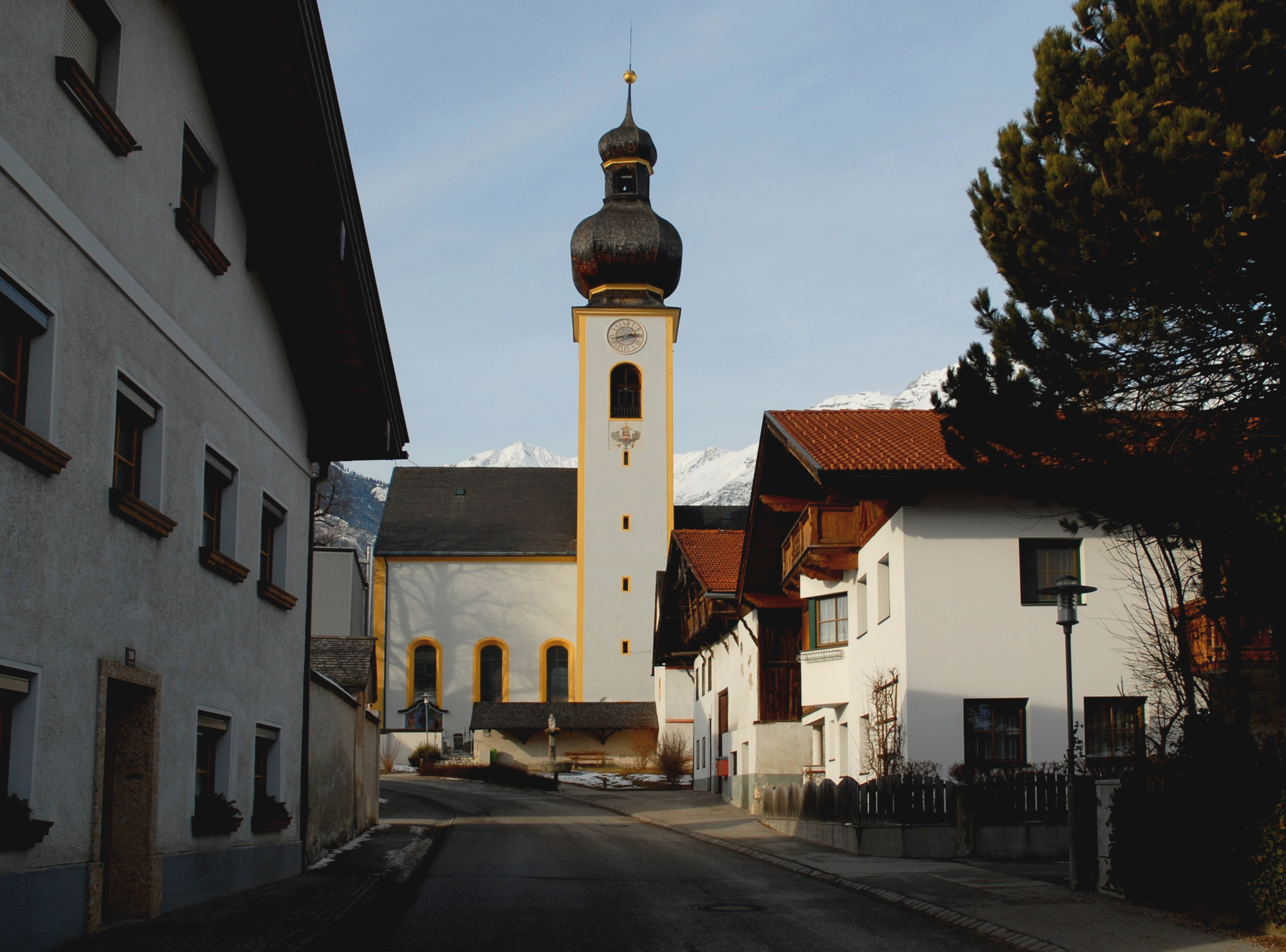
Centrum Milsu s farním kostelem
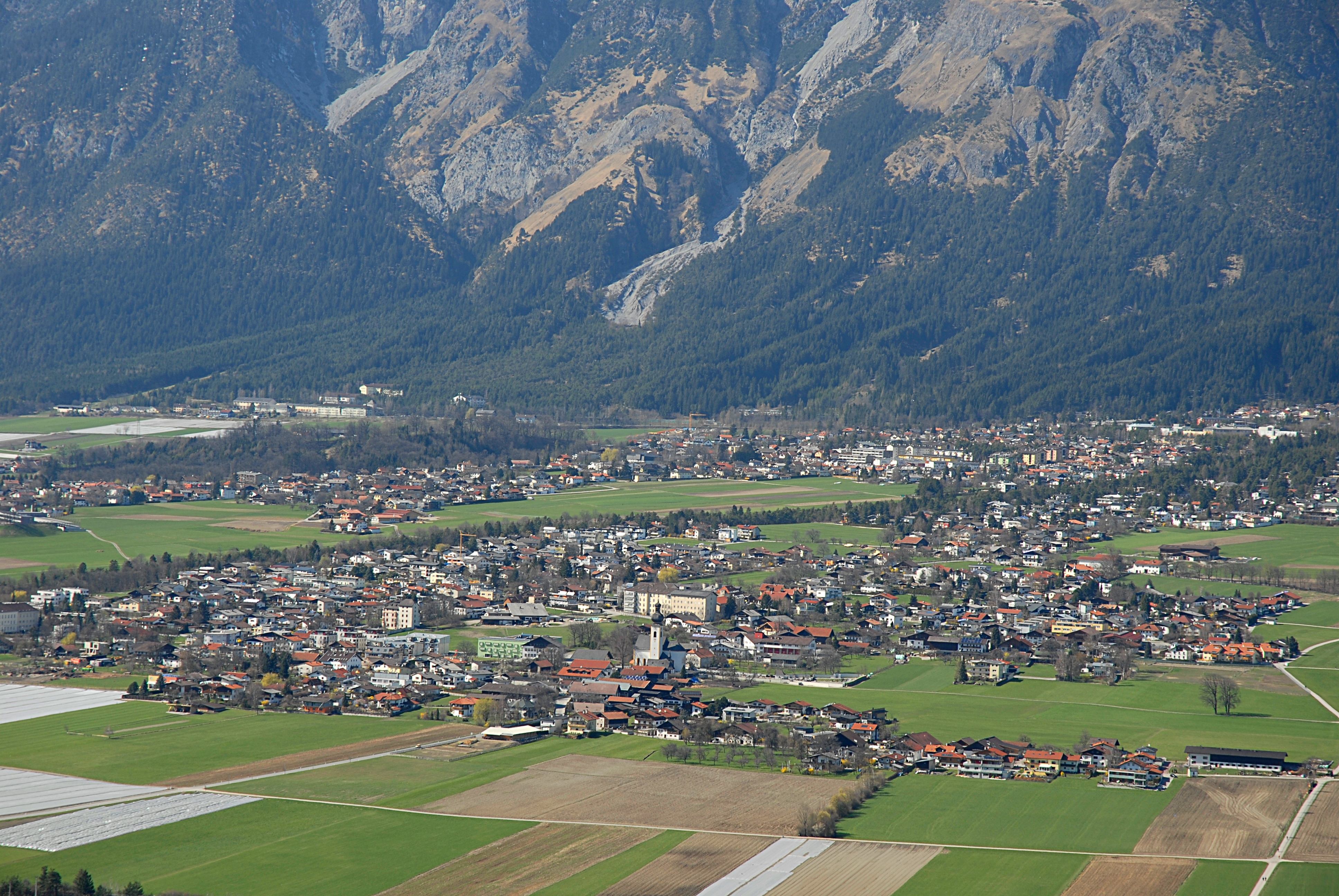
Mils
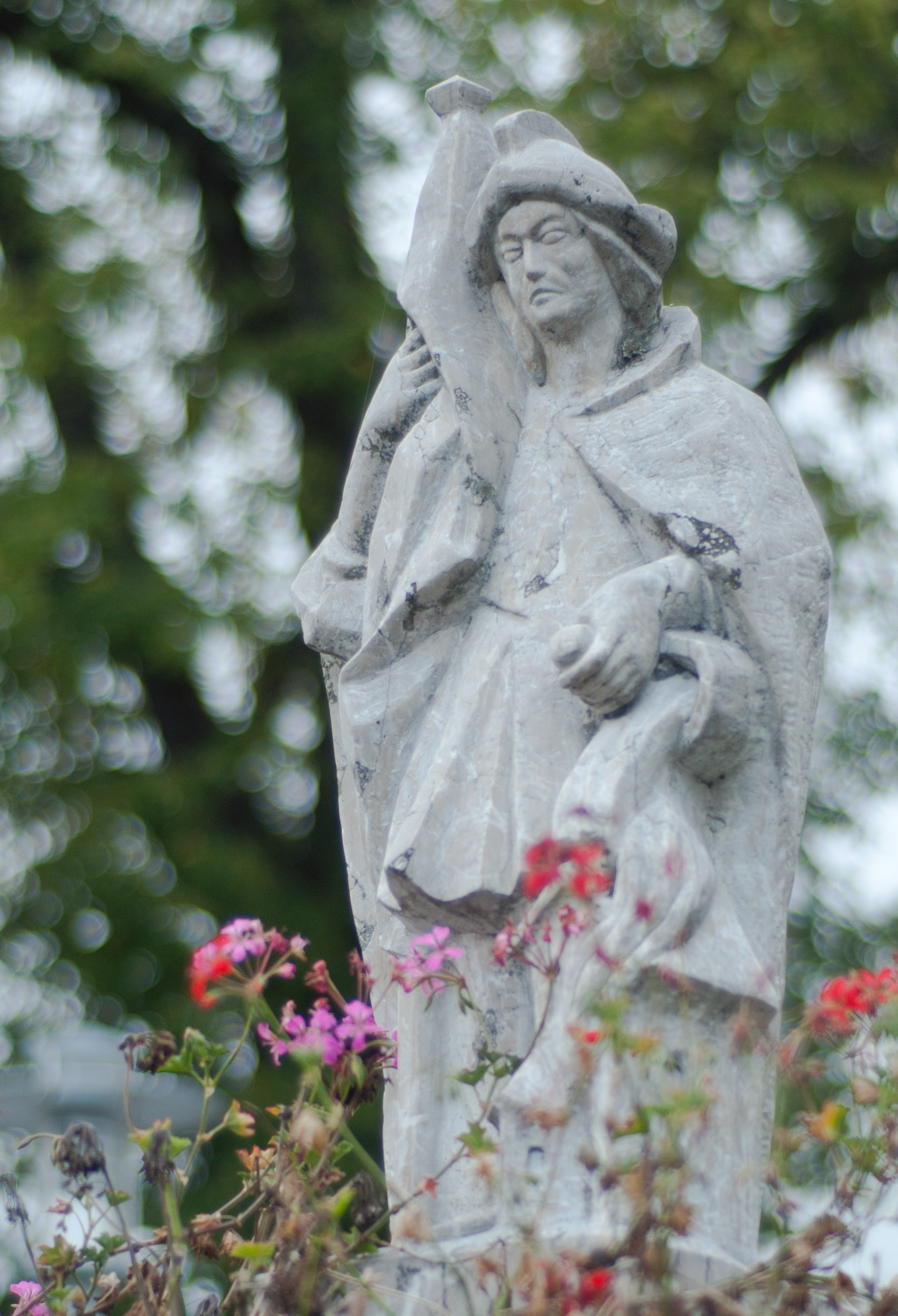
Svatý Florián v Mils
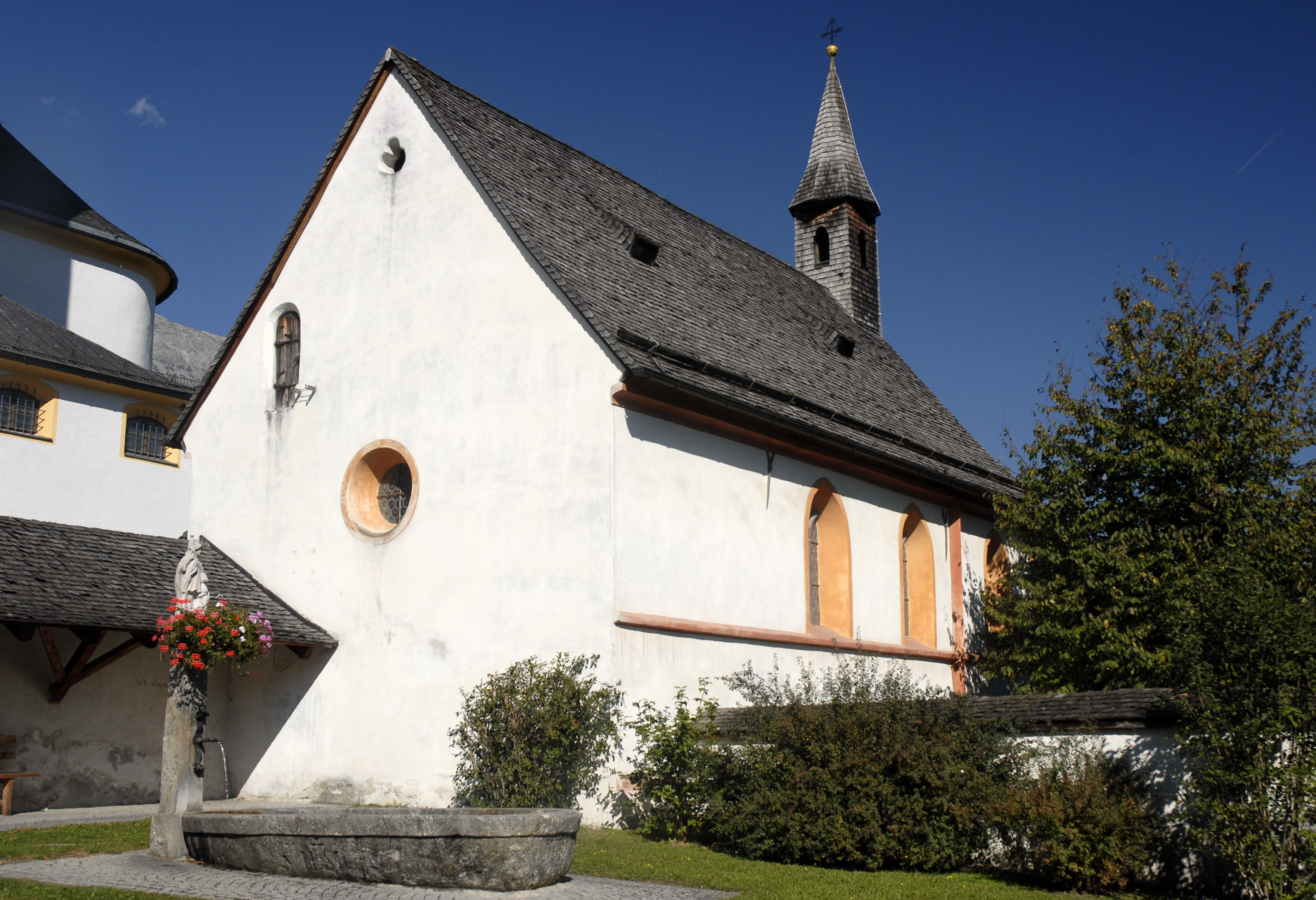
Hřbitovní kaple
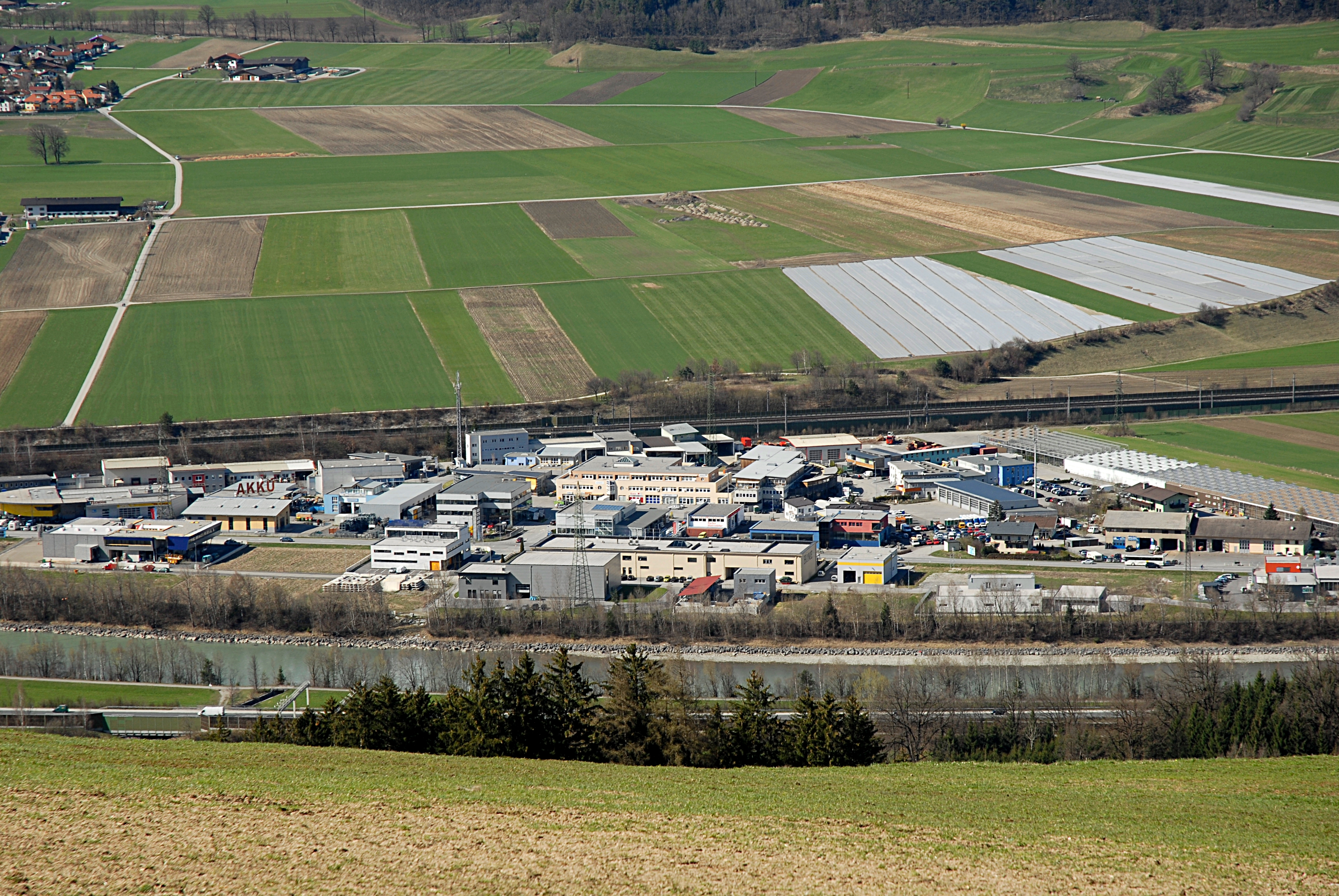
Průmyslová zóna v Mils